# 独白↔躍動
「独白↔躍動」（どくはく/やくどう）は、坂本真綾の31枚目のシングル。2020年12月9日にFlyingDogから発売された。

## 概要
前作「クローバー」以来8か月ぶりとなるリリースで、CDシングルとしては前作「宇宙の記憶」以来1年4か月ぶりとなる。
本作の両曲は『Fate/Grand Order』シリーズ関連のタイアップ楽曲となっている。「独白」は2020年12月5日公開の映画『劇場版 Fate/Grand Order -神聖円卓領域キャメロット- 前編 Wandering; Agateram』の主題歌、「躍動」はスマートフォン向けゲーム『Fate/Grand Order』第2部の後期主題歌として書き下ろされた。
「独白」は内澤崇仁（androp）が作曲を担当しており、「レプリカ」以来約6年ぶりのタッグとなる。「躍動」は、ユアネスと初めてコラボレーションした楽曲となっている。
武内崇描き下ろしジャケットのFGO盤初回限定盤および通常盤「独白↔躍動」と、坂本真綾撮り下ろしジャケットのMAAYA盤「躍動↔独白」の3仕様で発売された。カップリングとしては、「逆光」をアコースティックアレンジVer.（FGO盤のみ）や、坂本真綾自身の作詞作曲による楽曲「いつか旅に出る日」（MAAYA盤のみ）をそれぞれ収録されている。
FGO盤の初回限定盤には、2020年8月10日に開催された配信ライブ「坂本真綾×Fate/Grand Order 5th Anniversary Special Live」の模様が完全収録しているBlu-ray discが付属。

## シングル収録内容
| 全作詞: 坂本真綾。 |                             |           |           |           |                  |      |
| #                  | タイトル                    | 作詞      | 作曲      | 編曲      | ストリングス編曲 | 時間 |
| 1.                 | 「独白」                    | 坂本真綾  | 内澤崇仁  | 内澤崇仁  | 石塚徹・内澤崇仁 | 4:42 |
| 2.                 | 「躍動」                    | 坂本真綾  | 古閑翔平  | ユアネス  | 河野伸           | 4:10 |
| 3.                 | 「逆光」(unplugged session) | 坂本真綾  | 伊澤一葉  | 扇谷研人  |                  | 5:43 |
| 4.                 | 「独白」(Instrumental)      | 坂本真綾  |           |           |                  | 4:02 |
| 5.                 | 「躍動」(Instrumental)      | 坂本真綾  |           |           |                  | 4:07 |
| 合計時間:          | 合計時間:                   | 合計時間: | 合計時間: | 合計時間: | 22:44            |      |

| #         | タイトル               | 作詞・作曲 | 編曲      | 時間  |
| --------- | ---------------------- | ---------- | --------- | ----- |
| 1.        | 「躍動」               |            |           | 4:09  |
| 2.        | 「独白」               |            |           | 4:43  |
| 3.        | 「いつか旅に出る日」   | 坂本真綾   | 河野伸    | 5:04  |
| 4.        | 「躍動」(Instrumental) |            |           | 4:09  |
| 5.        | 「独白」(Instrumental) |            |           | 4:40  |
| 合計時間: | 合計時間:              | 合計時間:  | 合計時間: | 22:45 |

| 全作詞: 坂本真綾。 |           |           |             |      |
| #                  | タイトル  | 作詞      | 作曲        | 時間 |
| 1.                 | 「色彩」  | 坂本真綾  | la la larks | 4:57 |
| 2.                 | 「逆光」  | 坂本真綾  | 伊澤一葉    | 4:57 |
| 3.                 | 「躍動」  | 坂本真綾  | 古閑翔平    | 4:22 |
| 合計時間:          | 合計時間: | 合計時間: | 14:16       |      |

## 参加ミュージシャン
| 独白 - Drums：かみじょうちひろ - Bass：吉田一郎 - Guitar：佐々木貴之 - Piano：村山☆潤 - Strings：室屋光一郎ストリングス - Backing vocals：坂本真綾 逆光 -unplugged session- - Acoustic piano：扇谷研人 - Wood bass：藤谷一郎 - Acoustic guitar：外園一馬 - Percussion：福長雅夫 | 躍動 - Guitar & programming：古閑翔平（ユアネス） - Bass：田中雄大（ユアネス） - Drums：小野貴寛（ユアネス） - Strings：美央ストリングス - Backing vocals：坂本真綾 |